# Oberstolberg
Oberstolberg, bis 2002 auch Stolberg-Hammer benannt, ist ein Stadtteil von Stolberg (Rhld.) in der Städteregion Aachen mit rund 7.509 Einwohnern (Stand: 2017). Zusammen mit Unterstolberg bildet er die Stolberger Innenstadt. Die Höhe beträgt an der Grabenstraße 227,5 m ü. NHN. Der Stadtteil wird von dem Vichtbach durchflossen.
Oberstolberg besteht im Wesentlichen aus der historischen Stolberger Altstadt und dem Vogelsang, der Fußgängerzone Steinweg, dem Bereich des ehemaligen Marktes (heute „Willy-Brandt-Platz“) und dem Waldgebiet Hammerberg. Angrenzende Ortsteile sind Unterstolberg im Norden sowie im Osten Donnerberg, Duffenter und im Westen Münsterbusch. In Richtung Vicht liegen die Unternehmen Dalli und Prym an der Zweifallerstraße.
Die Bebauung wird überragt von der Burg Stolberg.

## Verkehr
Zu erreichen ist Oberstolberg über die Abfahrt Eschweiler-West auf der A 4. Die L 238 wird in einem Tunnel durch den Jordansberg durch den Stadtteil geführt und endet in der Zweifallerstraße.
In Oberstolberg liegen die Euregiobahn-Haltepunkte Stolberg-Rathaus und Stolberg-Altstadt (vor 2002: Stolberg-Hammer). Der DB-Bahnhof ist Stolberg (Rheinl) Hbf.
Die Buslinien des Aachener Verkehrsverbunds verbinden Oberstolberg mit den übrigen Stadtteilen sowie mit den Nachbarstädten.
| Linie | Betreiber | Verlauf |
| ----- | --------- | --- |
| 1     | ASEAG     | Uniklinik – Westbahnhof – Ponttor – Aachen Bushof – Ludwig Forum – Talbot – Haaren – Verlautenheide – Atsch – Stolberg Mühlener Bf – Stolberg Altstadt – Binsfeldhammer – Bernardshammer – Vicht – Fleuth – Mausbach – Diepenlinchen – Werth – Gressenich – Schevenhütte |
| 8     | ASEAG     | Zweifall – Münsterau – Vicht – Bernardshammer – Binsfeldhammer – Stolberg Altstadt – Stolberg Mühlener Bf – Velau – Steinfurt – Siedlung Waldschule – Pumpe-Stich – Röthgen – Talbahnhof/Raiffeisenplatz – Krankenhaus – Eschweiler Bushof                               |
| 25    | ASEAG     | Vaals (NL) – Vaalserquartier (D) – Westfriedhof – Schanz – Elisenbrunnen – Aachen Bushof – Kaiserplatz – Bf Rothe Erde – Forst – Brand – Freund – Büsbach – Stolberg Altstadt – Stolberg Mühlener Bf (– Atsch Dreieck)                                                   |
| 38    | ASEAG     | Stolberg Altstadt – Stolberg Mühlener Bf – Atsch Dreieck – Stolberg Hbf |
| 40    | ASEAG     | Stolberg Mühlener Bf – Zinkhütter Hof – (Kohlbusch –) Münsterbusch – Liester – Stolberg Altstadt – Stolberg Krankenhaus |
| 61    | ASEAG     | Stolberg Mühlener Bf – Stolberg Altstadt – Binsfeldhammer – Bernardshammer – Breinigerberg – Breinig – Venwegen Abzweigung – Rott Königsberger Straße – Rott – Dreilägerbachtalsperre – Roetgen Post                                                                     |
| 72    | ASEAG     | Stolberg Mühlener Bf – Stolberg Altstadt – (Donnerberg Rosenweg –) Am Sender – Donnerberg Höhenstraße |
| X25   | ASEAG     | Expressbus: Aachen Bushof – Kaiserplatz – Bf Rothe Erde – Brand – Freund – Büsbach – Stolberg Altstadt – Stolberg Mühlener Bf |

## Sehenswürdigkeiten
- Siehe Liste der Baudenkmäler in Oberstolberg

### Impressionen aus Oberstolberg

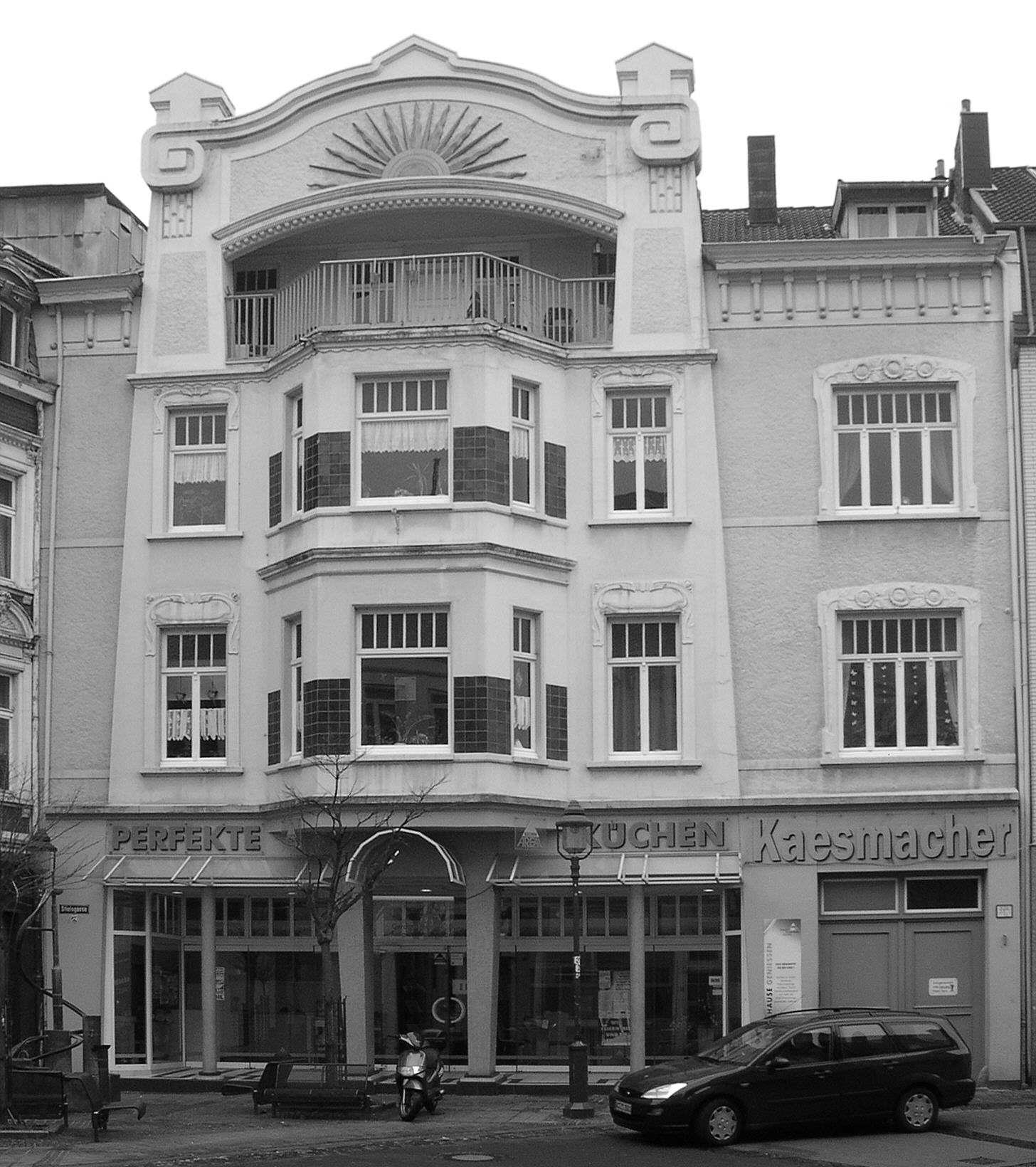
Jugendstilhaus
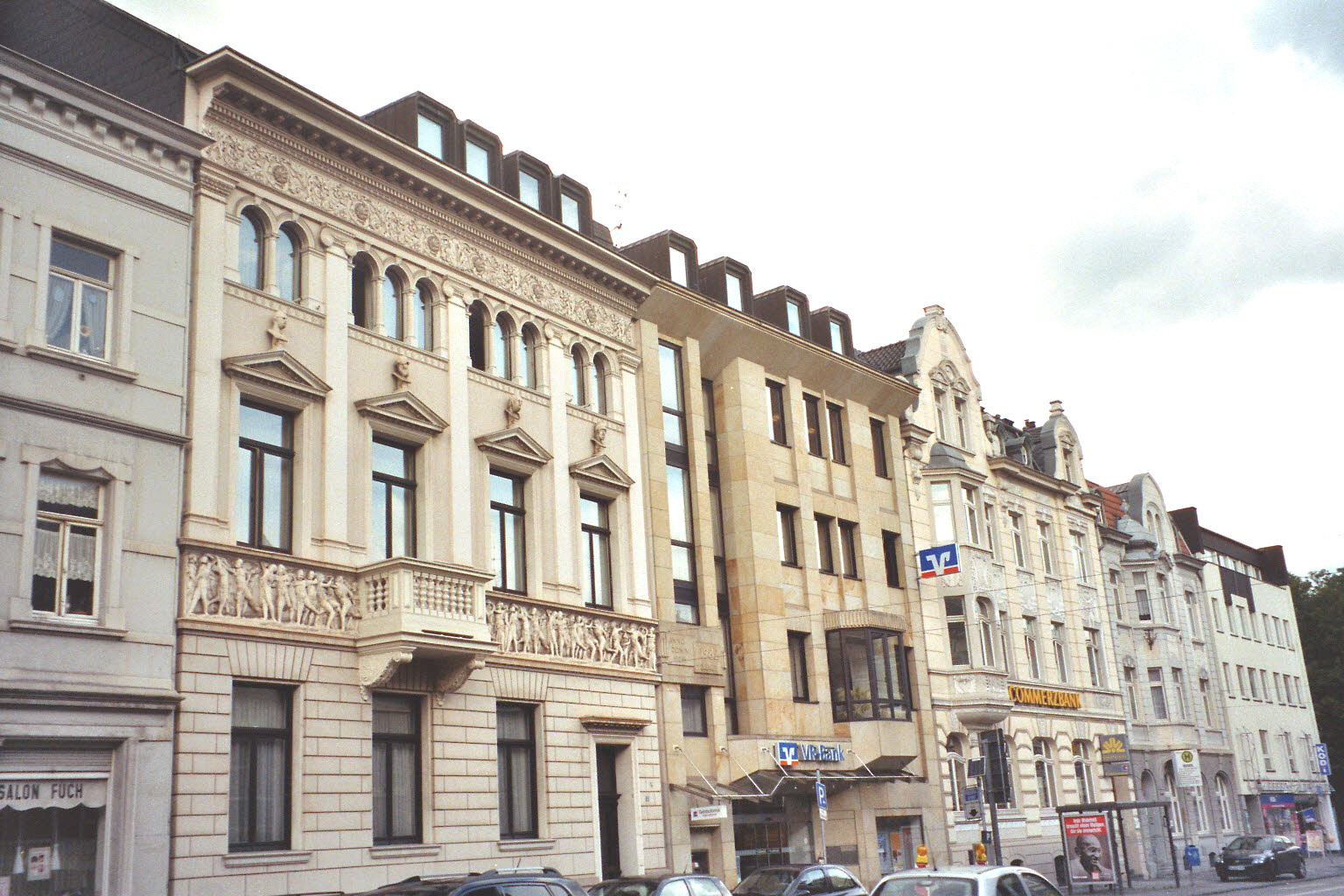
Rathausstraße mit Bankfilialen
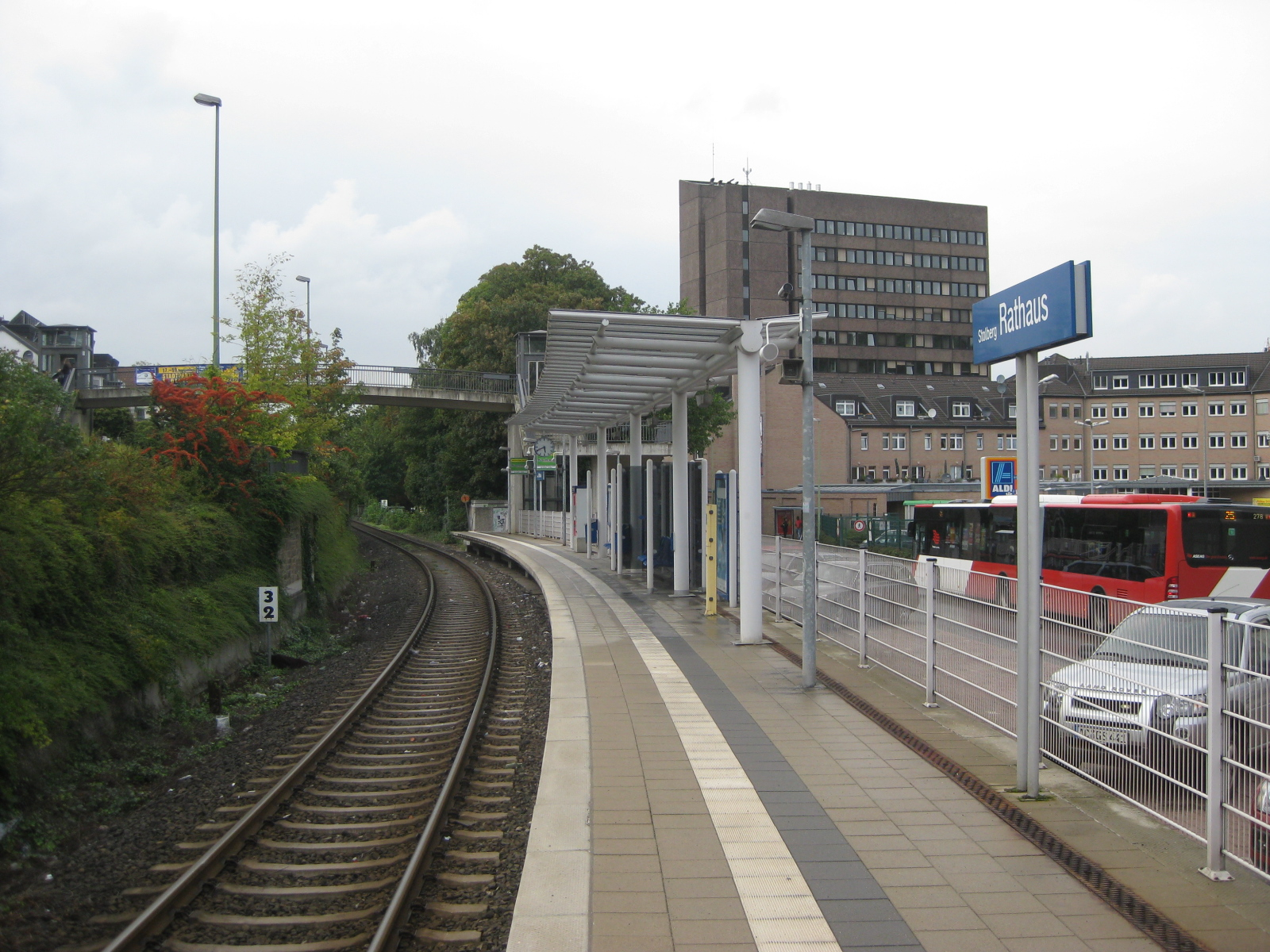
Euregiobahn-Halt Stolberg-Rathaus
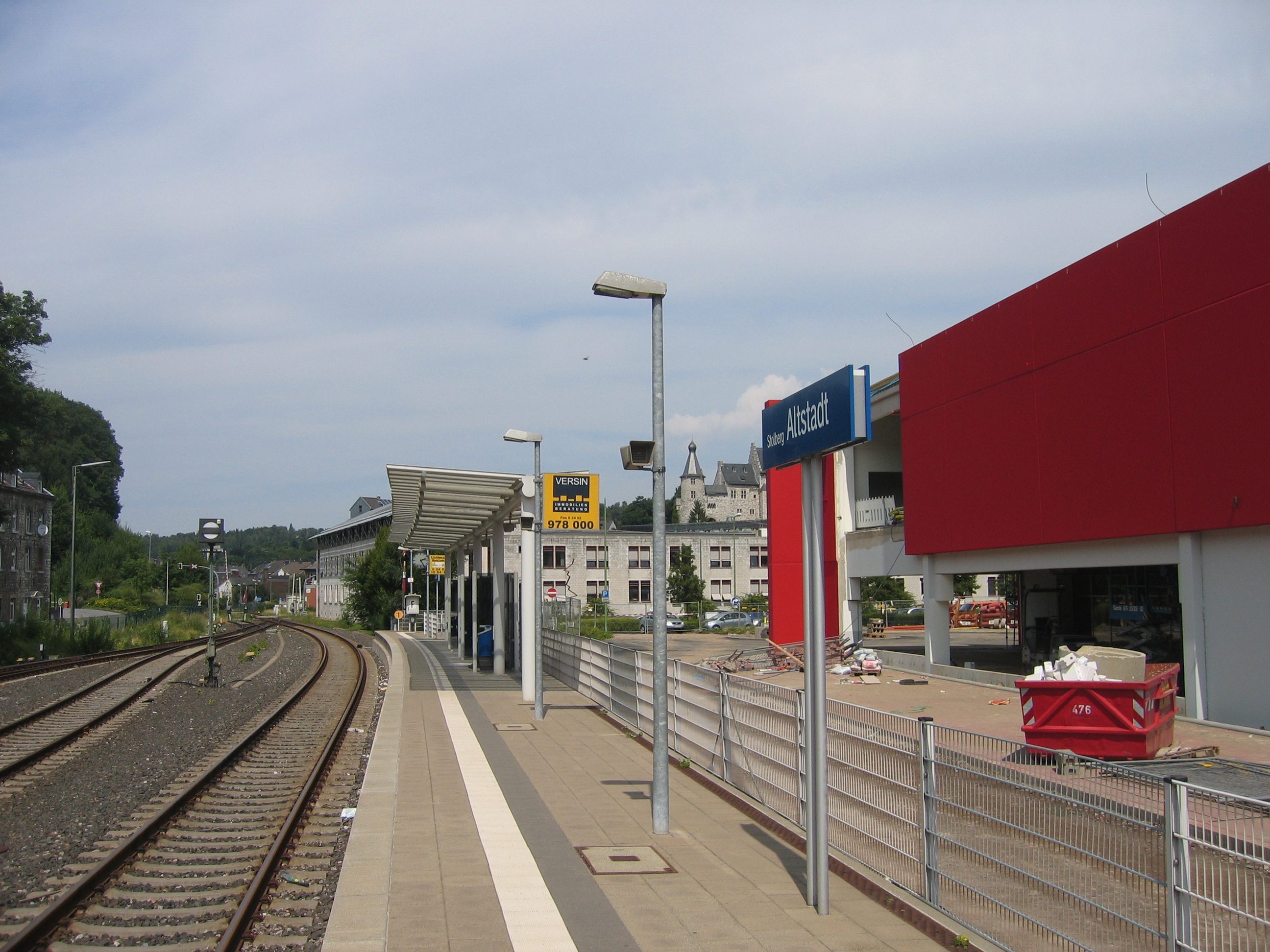
Euregiobahn-Halt Stolberg-Altstadt
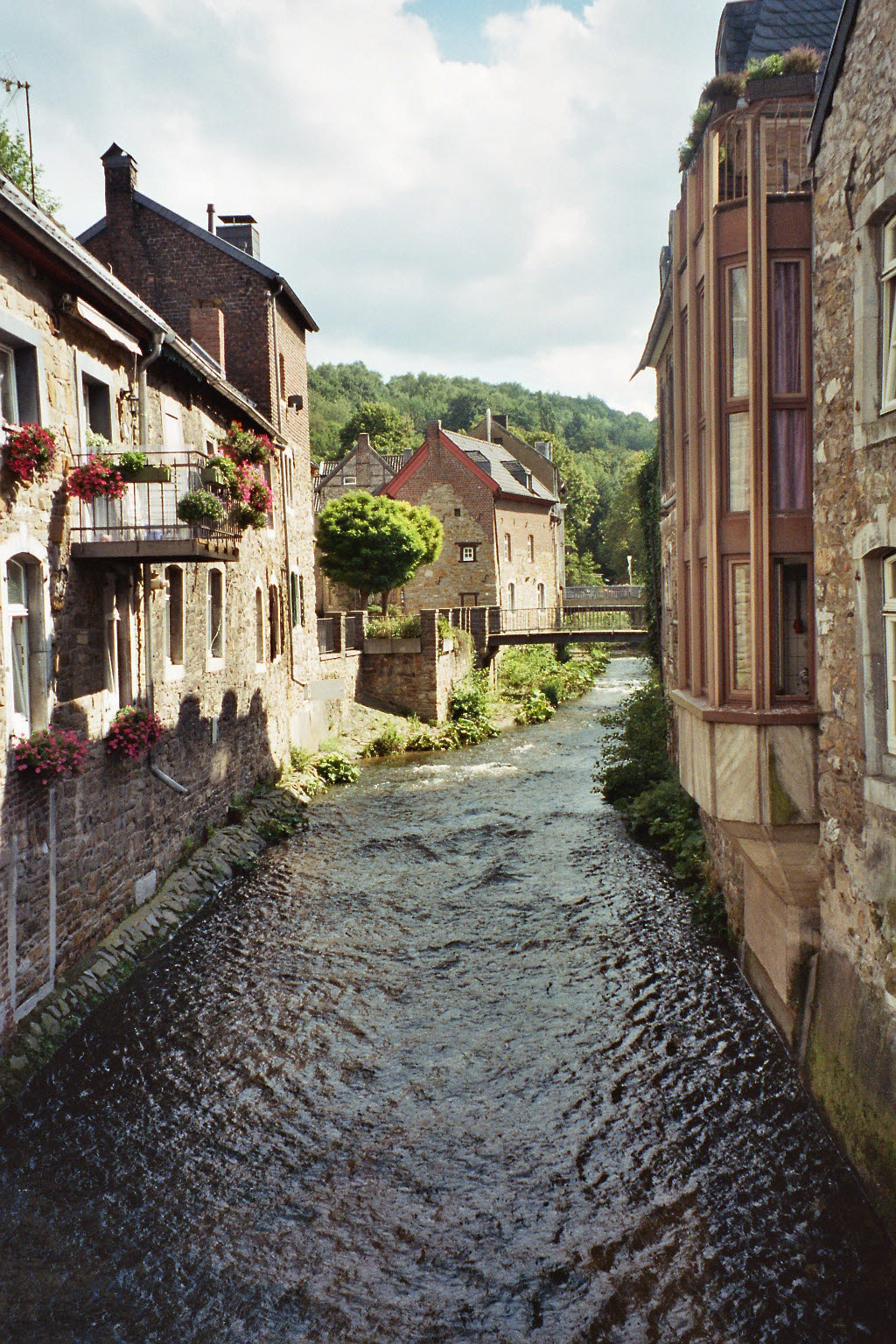
Historische Altstadtbebauung am Vichtbach
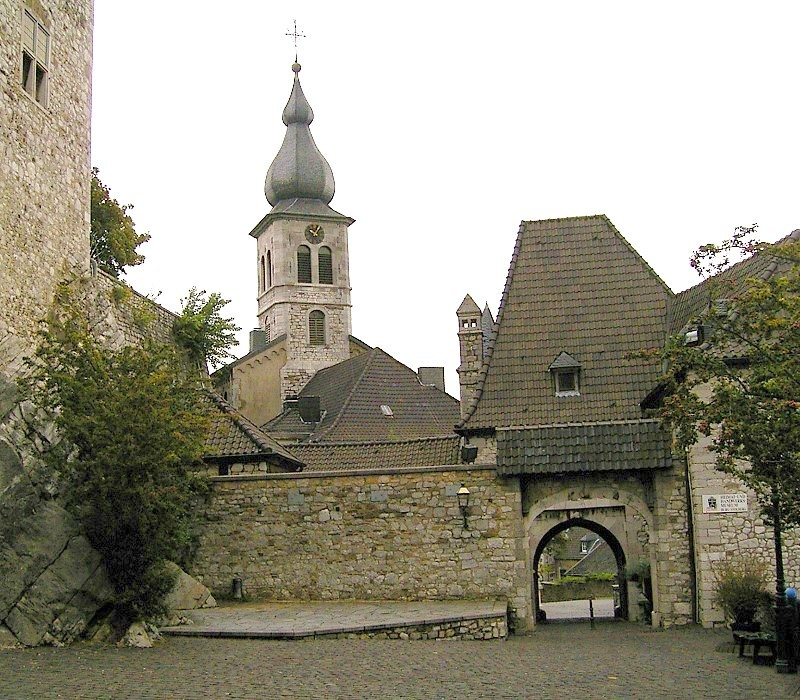
Burg mit Untertor und die kath. Kirche
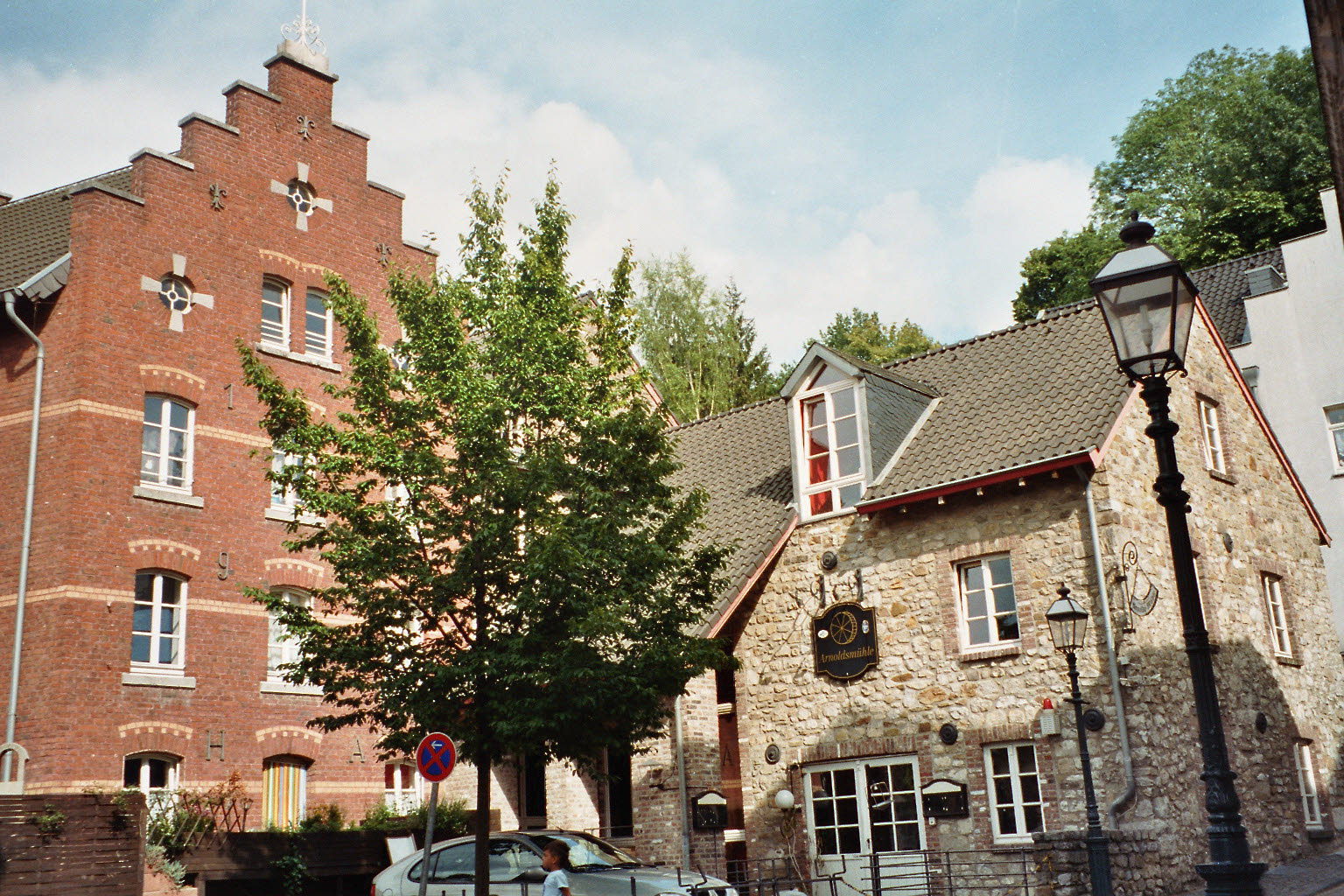
Ehemalige Arnoldsmühle

### Gebäude am Kaiserplatz

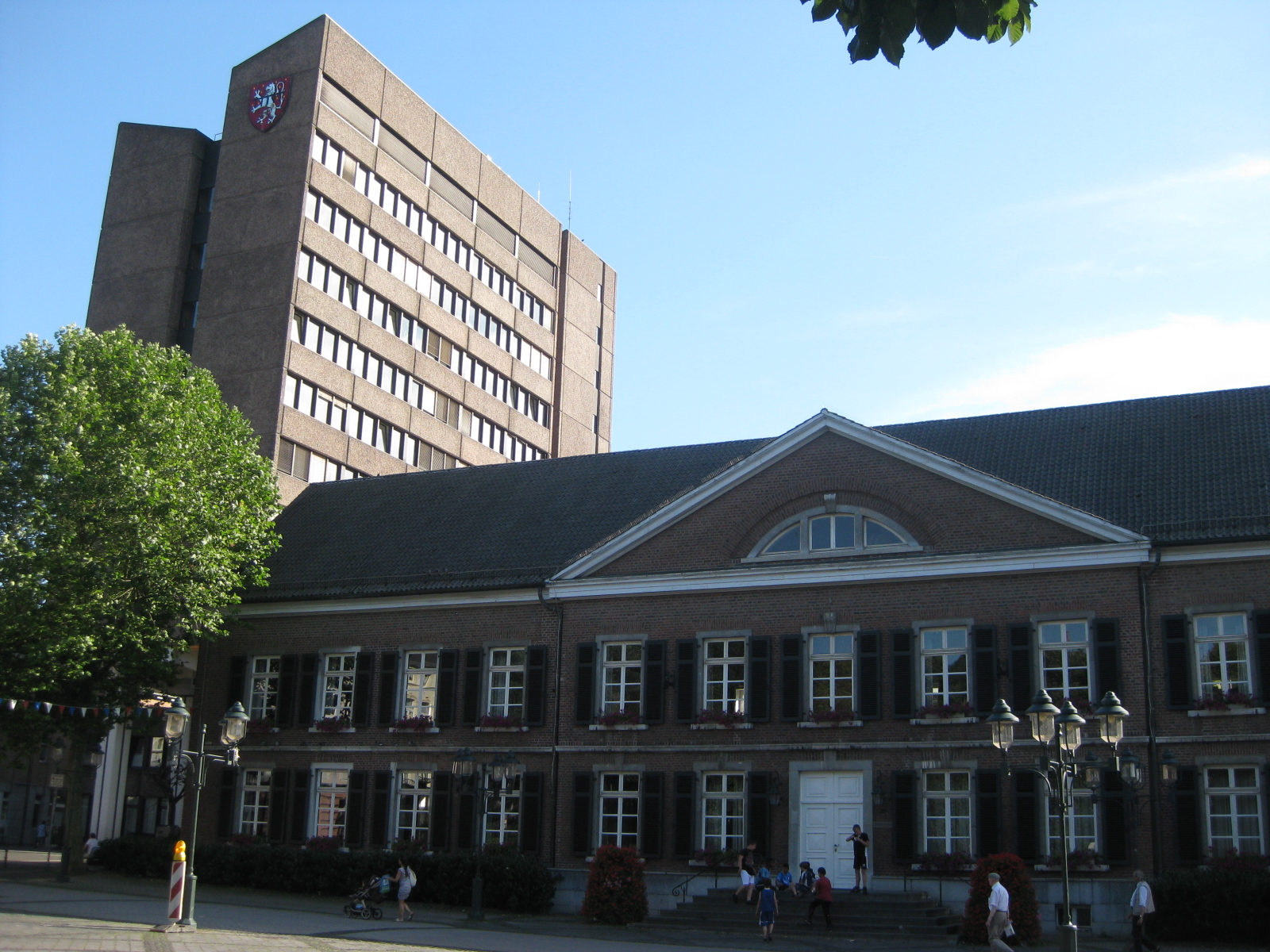
Altes und (links) neues Rathaus
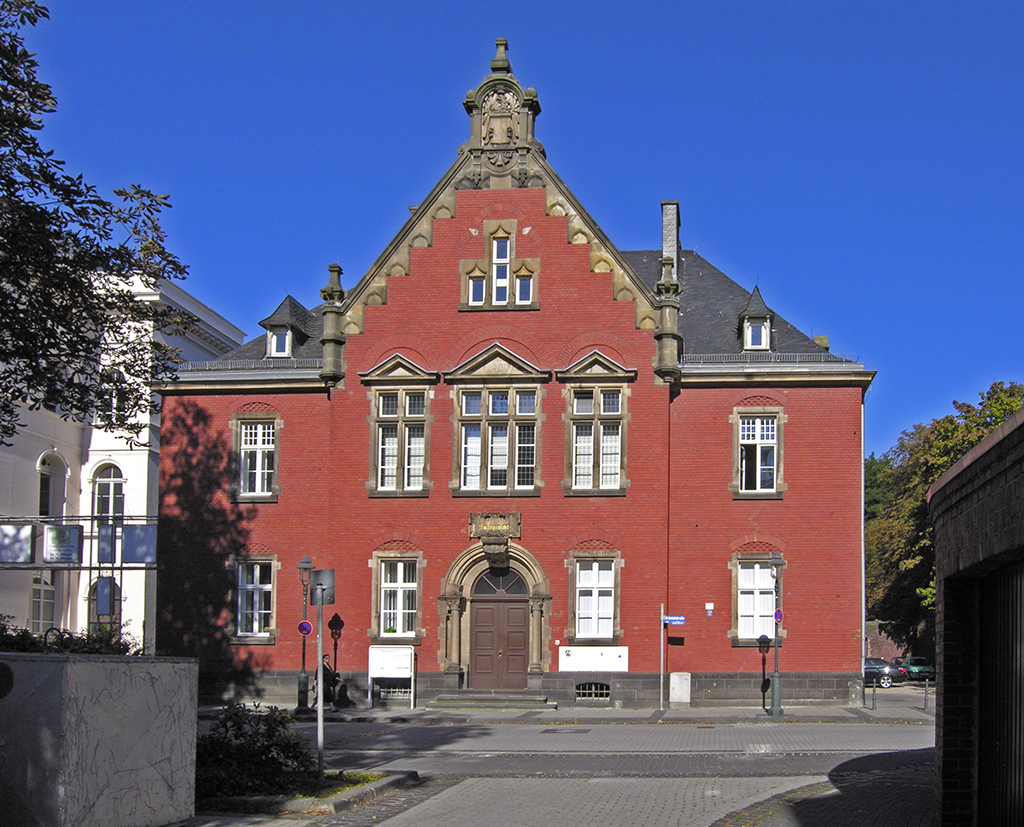
Ehemaliges Amtsgericht
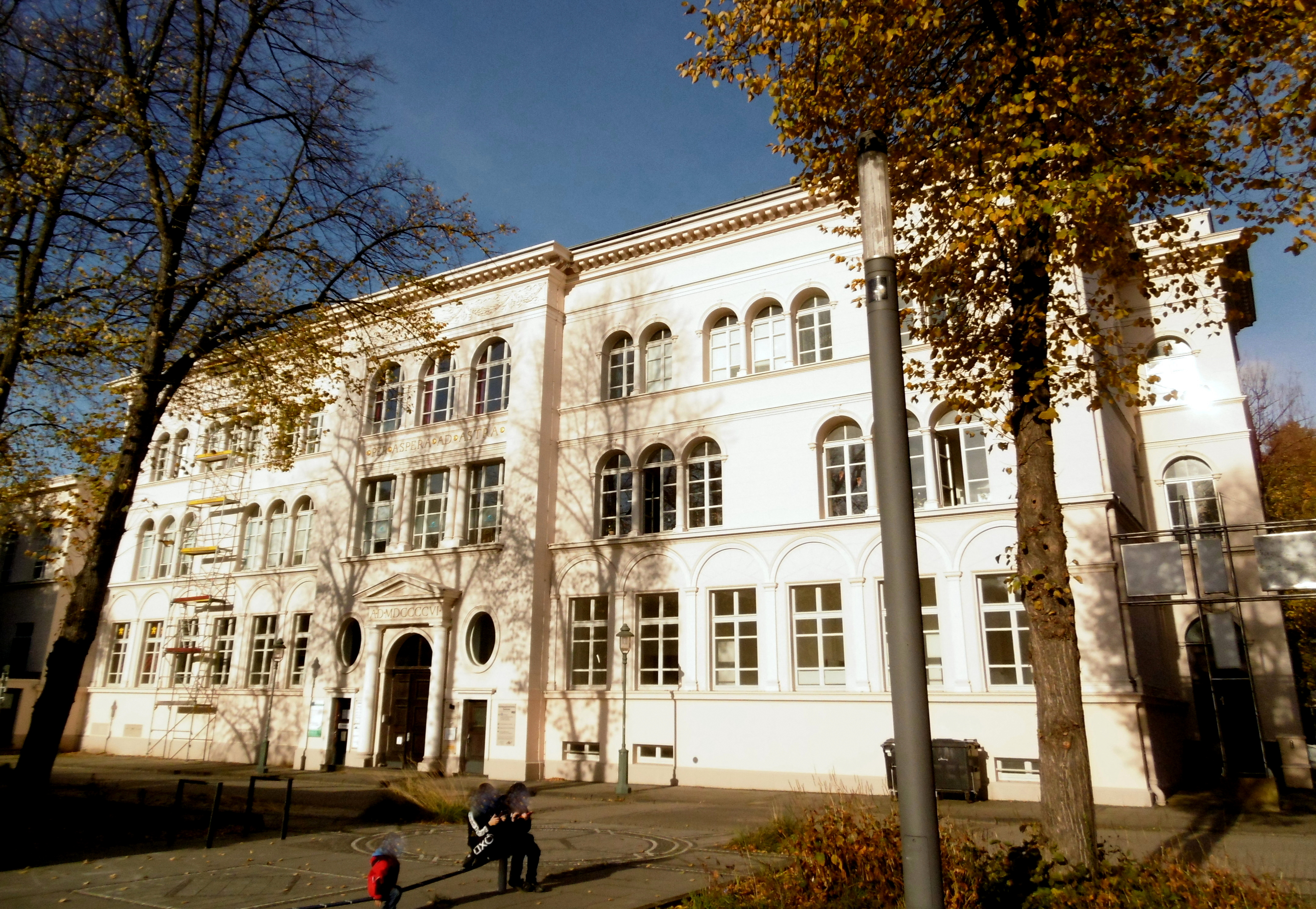
Ehemaliges Goethe-Gymnasium
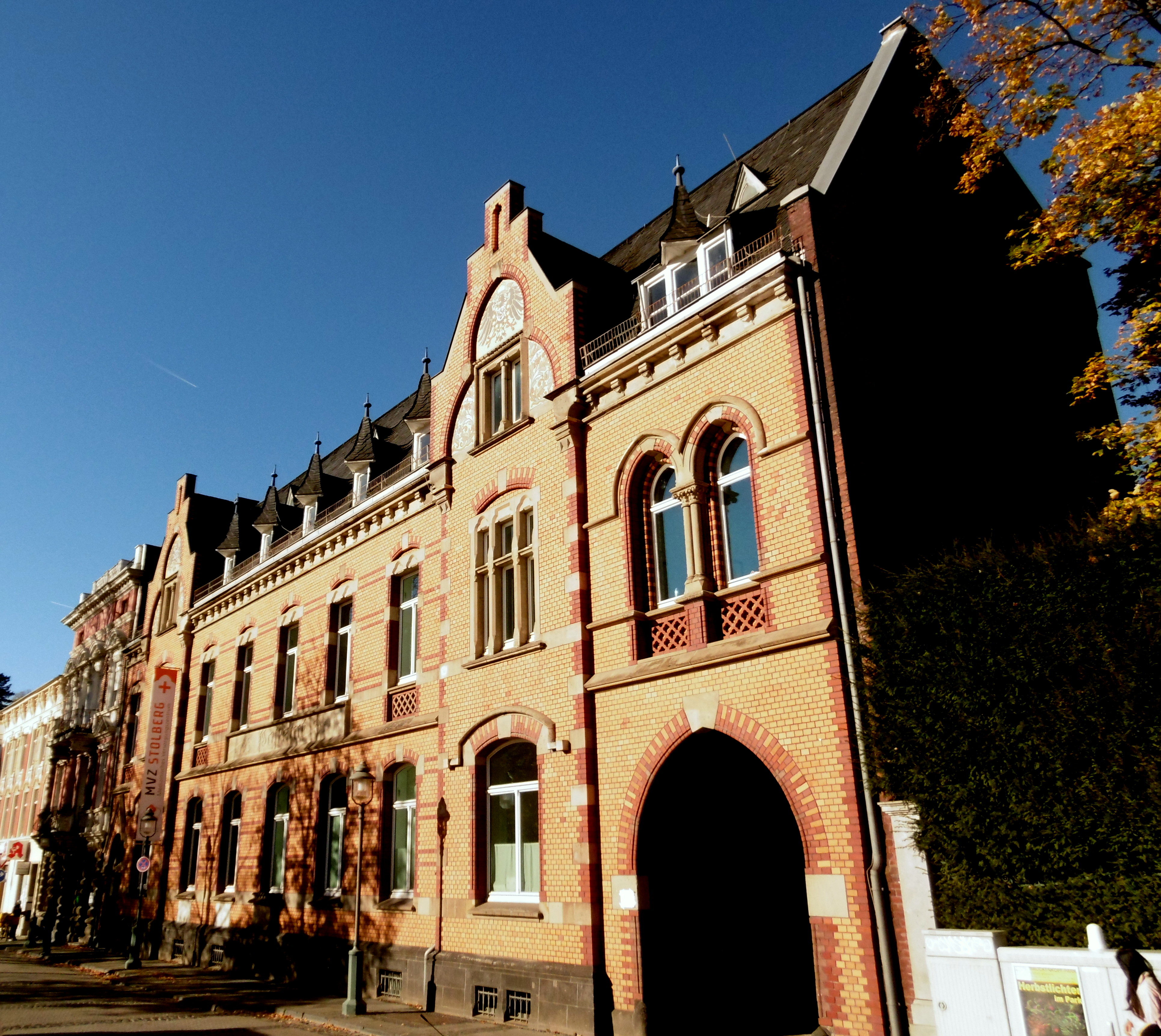
Ehemalige Zentralpost